# Utanför murarna
Utanför murarna är ett album av Ulf Lundell, utgivet 7 november 1989. Det producerades av Dagge Lundquist, Kjell Andersson och Ulf Lundell.

## Låtlista
1. "Utanför murarna" - 4:20
2. "Blod svett och tårar" - 3:41
3. "Vänner igen" - 3:12
4. "Ingen väg hem" - 3:32
5. "Gammal Dodge" - 4:34
6. "Skjut mej med din lyckopil" - 4:42
7. "Cecilia" - 3:43
8. "Vilda fåglar" - 4:37
9. "En man ifrån norr" - 5:51
10. "Bartender" - 6:47
11. "Den kalla vinden" - 4:29
12. "Utan er" - 5:13
13. "Kärleken förde oss samman" - 3:30
14. "Håll fast vid din dröm" - 4:13
15. "Frisk luft" - 4:08
16. "I en annans famn" - 5:19
17. "Mina sista pengar" - 5:53

### Bonus-CD från den remastrade versionen från 2000
1. Nerför floden
2. Det är inte ensamhet
3. Allas älskling
4. Du kan inte lämna en plats
5. Livslinjen
6. Mannen utan namn
7. Fel sida av stan
8. Tur utan retur
9. Cowboy
10. Jag hade en älskling en gång
11. Inte en gång till
12. Het vind
13. Katarina
14. Sten i strömmen
15. Nerför floden

## Medverkande
- Ulf Lundell - akustisk gitarr, sång, munspel
- Janne Oldaeus - akustisk och elektrisk gitarr, dobro, slide, sång
- Pelle Sirén - akustisk och elektrisk gitarr, E-bow, mandolin, bouzouki
- Stefan Blomqvist - klaviaturer, stråkarrangemang
- Matts Alsberg - akustisk och elektrisk bas
- Werner Modiggård - trummor
- Hasse Engström - Hammond-orgel
- Jonas Isacsson - akustisk och elektrisk gitarr
- Mats Glenngård - fiol och elektrisk fiol, mandolin
- Magnus Lind - dragspel
- Jalle Lorensson - munspel
- Magnus Persson - slagverk
- Per Linvall - trumpet
- David Wilczewski - tenorsax, sopransax
- Plura Jonsson - sång, akustisk gitarr
- Irma Schultz - sång
- Körer - Mauro Scocco, Micke Andersson, Maria Blom, Erica Essen-Möller, Lilling Palmeklint, Katarina Wilczewski, Lasse Lindbom, Niklas Strömstedt
- Andres Herrlin - arrangemang och programmering
- Backa Hans Eriksson - stråkarrangemang
- Ulf Bjurenhed - oboe

## Listplaceringar
| Lista (1989-1990) | Topplacering |
| ----------------- | ------------ |
| Sverige           | 7            |